# Ida Praetorius
Ida Praetorius (født 3. september 1993 i København) er en dansk ballerina og solodanserinde ved Det Kongelige Teater.
Ida Praetorius, der er uddannet på Det Kongelige Teaters Balletskole i perioden fra 2002 til 2010, arbejdede sig op gennem rækkerne – fra aspirant ved Den Kongelige Ballet i 2010, til korpsdanser i 2012 og solist i 2014 – for efterfølgende at blive officielt udnævnt af balletmester Nikolaj Hübbe til solodanserinde den 6. april 2016 efter sin betydningsbærende præstation sammen med Andreas Kaas i titelrollerne i Shakespeare-balletten Romeo og Julie.
Ida Praetorius finder sin scenekunstneriske inspiration hos blandt andre maskemaleren Egill Jacobsen. Sommetider har Ida Praetorius været gæstekunstner ude i verden – blandt andet i forbindelse med The Festival des Arts de Saint-Sauveur i Montreal i 2013, The Dance Salad Festival i Houston i 2014 og The Bournonville Celebration Tour i New York i 2015.

## Privat
Ida Praetorius, der danner en trekløver med sine to balletdansende brødre Lucas og Tobias Praetorius, er datter af forhenværende balletdanserinde og læge Carolina Praetorius samt økonom Henrik Praetorius.

## Repertoire
- Julie i John Neumeiers Romeo og Julie.
- Marguerite Gautier i John Neumeiers Kameliadamen.
- Eleonora i Bournonvilles Kermessen i Brügge.
- Odette / Odile i Hübbes og Schandorffs Svanesøen.
- Alice i Christopher Wheeldons Alices Eventyr i Vidunderlandet.
- Dewdrop i Balanchines Nøddeknækkeren.
- Dødsberedthedens Carmen i Marcos Moraus Carmen.
- Lady Emma i Hübbes La Bayadère.
- Giselle i George Balanchines Giselle.

## Anerkendelse
- Reumertprisen for Årets Talent (2012).
- Erik Bruhn Prisen for Bedste Kvindelige Danser (2012).
- Tildelt Dronning Ingrids Hæderslegat (2013).
- Nomineret til Reumertprisen for Årets Danser (2013).
- Nomineret til Best Young Female Dancer ved Taglioni / European Ballet Award (2014).
- Nomineret til Reumertprisen for Årets Kvindelige Hovedrolle (2016).
- Udnævnt Solodanserinde ved Det Kongelige Teater (2016).
- Udnævnt til Ridder af Dannebrogordenen d. 3 december (2019).